# Ambinanindroa
Ambinanindroa – gmina (kaominina) na Madagaskarze, w regionie Haute Matsiatra, w dystrykcie Ambalavao. W 2001 roku zamieszkana była przez 15 000 osób. Siedzibę administracyjną stanowi Ambinanindroa. Jest jedną z 17 gmin dystryktu.
Przez gminę przebiega droga krajowa. Na jej obszarze funkcjonują m.in. poczta, szkoła pierwszego stopnia oraz szkoła drugiego stopnia pierwszego cyklu. 80% mieszkańców trudni się rolnictwem, 15% pracuje w sektorze hodowlanym, natomiast 5% w usługach. Produktami o największym znaczeniu żywnościowym są maniok oraz ryż.
Przed wprowadzeniem nowego podziału administracyjnego Madagaskaru w 2007 r. gmina znajdowała się w prowincji Fianarantsoa.
Gmina położona jest w strefie czasowej UTC+03:00.